# (27596) Maldives
(27596) Maldives est un astéroïde de la ceinture principale.

## Description
(27596) Maldives est un astéroïde de la ceinture principale. Il fut découvert le 16 février 2001 à l'Observatoire Desert Beaver par William Kwong Yu Yeung. Il présente une orbite caractérisée par un demi-grand axe de 3,00 UA, une excentricité de 0,24 et une inclinaison de 6,8° par rapport à l'écliptique.

## Compléments